# Tasimeter

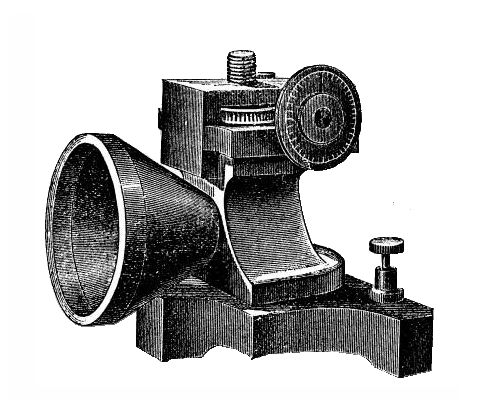
Tasimeter

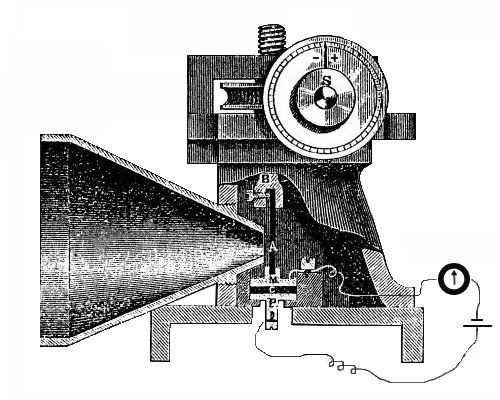
Tasimeter (Querschnitt)

Das Tasimeter (von altgriechisch τάσις tásis ‚Dehnung‘ und μέτρον métron ‚Maß‘, also Dehnungsmesser), auch Mikrotasimeter,  ist ein historisches, thermometrisches Messgerät zur Erfassung kleiner Temperaturschwankungen. Das Instrument wurde von Thomas Alva Edison entwickelt, der seine Erfindung im Mai 1878 bekannt gab.

## Hintergrund
Die Anregung zur Entwicklung eines änderungsempfindlichen Temperaturmessgeräts erhielt Edison vom Astronomen Samuel Pierpont Langley. Das Tasimeter kann dabei seinem Funktionsprinzip nach als Abwandlung des kurz zuvor erfundenen Kohlemikrofons betrachtet werden, das sich ebenfalls die veränderlichen Widerstandseigenschaften von Kohlepartikeln zunutze macht. Überliefert ist, dass Edison sein Instrument anhand zweier astronomischer Beispielfälle testete: So konnte er zwar eine Temperaturänderung bei Lichteinfall des Sterns Arktur auf einen Kautschukstab nachweisen, sein Messversuch der Temperatur der Sonnenkorona während der Sonnenfinsternis vom 29. Juli 1878 in Wyoming scheiterte dagegen. Edison konnte in der Folge einige Exemplare seines Tasimeters herstellen und verkaufen. Schlussendlich lehnte die Forschergemeinschaft das Gerät allerdings wegen schwieriger Handhabung und ungenügender Präzision ab.

## Funktionsweise
Im Grundprinzip basiert das Tasimeter auf einem Stromkreis, in den ein Strommessgerät (etwa ein Galvanometer) sowie ein Kohleknopf eingebaut sind: Dieser ändert bei Verformung (z. B. Verdichtung) seinen elektrischen Widerstand, sodass die Änderung der Stromstärke am Messgerät ablesbar wird. (Genauer ergibt sich die Widerstandsänderung im Kohleknopf daraus, dass sich bei einer Kompression auch die Kontaktwiderstände zwischen den einzelnen Kohleteilchen verändern.) Kern der erfinderischen Leistung ist es nun, die zu messende Temperaturänderung in eine Formänderung des Kohleknopfes zu übertragen.
Hierfür nutzt man die Wärmeausdehnung eines Prüfstabes (zum Beispiel aus vulkanisiertem Kautschuk): Dessen Länge ändert sich proportional zur Änderung der Temperatur. Durch diese Ausdehnung kann nun Druck auf den Kohleknopf ausgeübt werden: Die Temperaturänderung wird messbar. Im Fall der genannten astronomischen Anwendungen wurde das Licht der Himmelsobjekte mithilfe eines Teleskops auf den Kautschukstab fokussiert.
Konkret bestand das Tasimeter aus einer starken eisernen Fußplatte mit zwei Metallplatten, zwischen denen der Kohleknopf eingespannt wurde. Der Prüfstab konnte nun zwischen der zweiten Platte und einer Schraube eingespannt werden. Dehnte sich nun der Stab aus und presste das Metall dadurch stärker gegen den Kohleknopf, verringerte sich entsprechend auch dessen Widerstand und das Galvanometer zeigte einen größeren Ausschlag.
In der zeitgenössischen Literatur werden Beispiele genannt, die die große Präzision des Tasimeters verdeutlichen sollen: Bereits die Wärme einer Hand in einer Entfernung von bis zu 20 Zentimetern verursachte dabei einen erheblichen Ausschlag am Galvanometer. Wurde statt des Kautschukstabs ein Glimmerstreifen verwendet, war ebenfalls noch eine deutliche Änderung sichtbar. Selbst ein Gelatinestäbchen dehnte sich durch den Wasserdampf eines 7–8 cm entfernten feuchten Papierstücks sofort aus.